# Robert Wyatt
Robert Wyatt (* 28. ledna 1945 Bristol, Anglie), vlastním jménem Robert Wyatt-Ellidge, je britský hudebník, zpěvák, klávesista, bývalý bubeník a zakládající člen skupiny Soft Machine.
Wyatt se v roce 1963 seznámil s Daevidem Allenem a Hugh Hoppperem, se kterými založil Daevid Allen Trio. Allen ale brzy poté odjel do Francie, Wyatt s Hopperem založili skupinu The Wilde Flowers, jejímiž členy byli i Kevin Ayers, Richard Sinclair a Brian Hopper. Robert Wyatt hrál na bicí již od začátku a po Allenově odchodu převzal i roli hlavního zpěváka.
V roce 1966 se The Wilde Flowers rozpadli a Wyatt s Mikem Ratledgem vytvořili kapelu Soft Machine, do níž vstoupili i Kevin Ayers a Daevid Allen. Wyatt zde opět bubnoval a zpíval, což není pro rockovou skupinu, která koncertuje, příliš obvyklé.
Po konfliktech uvnitř skupiny vydal Robert Wyatt v roce 1970 své první sólové album, The End of an Ear. O rok později Soft Machine opustil a brzy nato založil svou vlastní kapelu Matching Mole. 1. června 1973 ale Wyatt na večírku vypadl z okna ve třetím poschodí a ochrnul od pasu dolů. 4. listopadu toho roku uspořádala skupina Pink Floyd dva benefiční koncerty ve prospěch Roberta Wyatta, které vynesly 10 000 liber.
Po úraze, který mu znemožnil naplno využívat bicí soupravu, opustil skupinu Matching Mole a začal se věnovat sólové kariéře, jako zpěvák, klávesista a trumpetista. Spolupracoval se známými hudebníky, kteří jsou také jeho přátelé (Nick Mason a David Gilmour z Pink Floyd, Mike Oldfield, Henry Cow, Carla Bleyová, Brian Eno, Phil Manzanera a mnoho dalších).

## Sólová diskografie
- The End of an Ear (1970)
- Rock Bottom (1974)
- Ruth Is Stranger Than Richard (1975)
- Nothing Can Stop Us (1981, kompilace singlů)
- The Animals Film (1982, soundtrack)
- Old Rottenhat (1985)
- Dondestan (1991)
- Flotsam Jetsam (1994)
- A Short Break (1996, EP)
- Shleep (1997)
- Dondestan (Revisited) (1998)
- eps (1999, pětidiskový boxset)
- Solar Flares Burn for You (2003)
- Cuckooland (2003)
- His Greatest Misses (2004, kompilace)
- Theatre Royal Drury Lane 8 September 1974 (2005)
- Comicopera (2007)